# Келли, Нед
Э́двард (Нед) Ке́лли (англ. Edward "Ned" Kelly; 3 июня 1854 — 11 ноября 1880, Мельбурн) — австралийский бушрейнджер (разбойник), известный дерзкими ограблениями банков и убийствами полицейских, был казнён через повешение. Предания и баллады о подвигах Неда Келли, где он предстаёт как «благородный разбойник», появились ещё при его жизни и стали неотъемлемой частью австралийского фольклора. Отношение к Неду Келли в стране далеко от однозначного: часть австралийцев считает его безжалостным убийцей, часть — символом сопротивления колониальным властям и воплощением национального характера․

## Ранние годы
Отец Неда, ирландец Джон (Рэд) Келли, был сослан на Землю Ван-Димена (нынешнюю Тасманию) за кражу двух свиней; освободившись после пяти лет каторги, он переселился в провинцию Виктория и женился на Эллен Квинн, дочери местного фермера, также ирландца. Нед был третьим ребёнком в семье (из восьми). Он получил начальное образование в местной школе, отличался силой и смелостью (однажды спас тонувшего мальчика). Когда Неду было около 12 лет, его отца обвинили в краже телёнка; хотя под обвинением не было особых оснований, кроме дурной репутации, Джона Келли приговорили к штрафу в 25 фунтов. Не имея таких средств, он был вынужден отбывать наказание в тюрьме, где и умер 27 декабря 1866 года. Столкновение с несправедливостью и жестокостью колониального суда произвело на Неда Келли огромное впечатление. В юности он постоянно подвергался взысканиям за буйный нрав: в 14 лет Неда арестовали на 10 дней за избиение свиновода-китайца; в 15 он ненадолго оказывался в тюрьме за драку с бродячим торговцем и подозрение в сотрудничестве с разбойником Гарри Пауэром. Уже заслужив репутацию «малолетнего бушрейнджера», 16-летний Нед Келли был приговорён к трём годам тюрьмы за избиение полицейского, пытавшегося арестовать его за езду на краденом коне (Нед взял в долг лошадь у другого человека и не был виновен в её краже). Тем временем братья Неда попали под арест в сходных обстоятельствах. Выйдя на свободу, Нед вместе с братьями, матерью и отчимом, калифорнийцем Джорджем Кингом, начал промышлять кражами скота.

## Жизненный путь

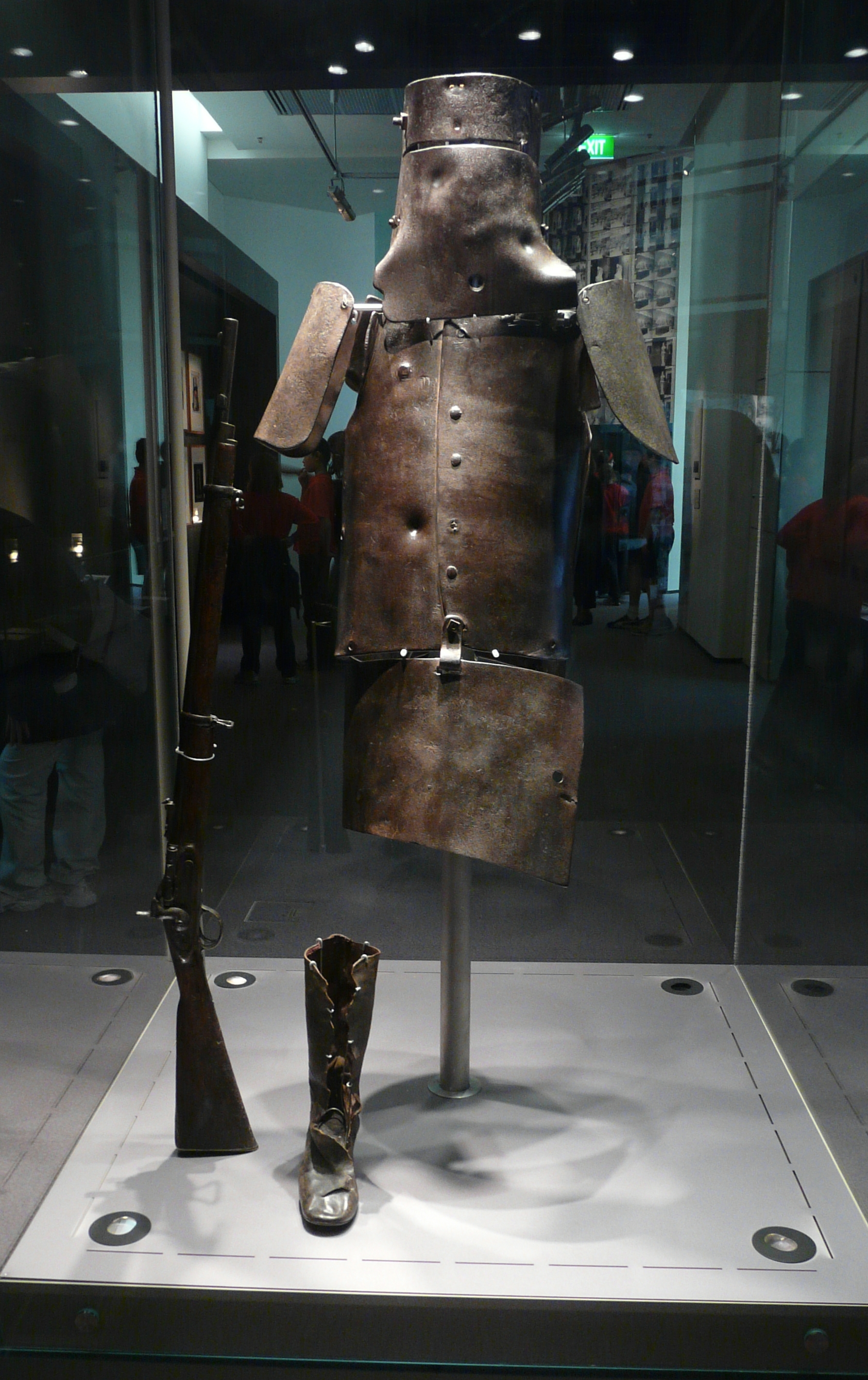
Доспех Неда Келли.

Известности Неда Келли положил начало констебль Александр Фицпатрик: 15 апреля 1878 года он явился в участок с простреленной рукой и обвинил в вооружённом нападении почти всю семью Келли. По словам обвиняемых, Фицпатрик домогался Кейт, младшей сестры Неда, за что и был избит; огнестрельного оружия они не применяли. Тем не менее, суд приговорил к заключению Эллен Келли и двоих её сообщников. Нед в это время находился в Новом Южном Уэльсе и избежал суда. После приговора Нед вместе с братом Дэном скрылись и сколотили новую банду. Полиция продолжала за ними охотиться; 25 октября Нед и Дэн раскрыли засаду в лесу у ручья Стингибарк и, пытаясь взять констеблей живьём, убили одного из них — Томаса Лонигана, когда-то арестовавшего Неда. После этого случая парламент провинции Виктория принял акт, ставивший Неда Келли и его сообщников вне закона.
Наибольшую известность так называемой «банде Келли» принесли два громких ограбления банков в декабре 1878-го в Джерилдери и феврале 1879 года в Гленроване. Описания этих налётов обросли многочисленными кинематографичными подробностями. Члены банды поили заложников чаем и алкогольными напитками и развлекали их трюками на лошадях, запирали полуголых полицейских в камере и переодевались в их форму, а ограбив банк, сжигали закладные горожан, освобождая их от долгов. После ограбления двух банков за голову каждого члена банды было назначено по 16000 австралийских долларов награды.
Для защиты от пуль члены банды изготовили для себя пуленепробиваемые железные доспехи. Снаряжение Неда дополнял железный шлем. В конце 1878 года Нед Келли написал открытое письмо, обличавшее произвол английских колониальных властей на австралийских территориях и призывавшее к борьбе против беззаконий, творимых английскими полисменами над английскими и ирландскими переселенцами. Он озвучил его перед заложниками в Джерилдери. Поскольку письмо тщательно скрывалось властями, оно переписывалось вручную и полностью было опубликовано только в 1930 году.
Нед Келли с сообщниками совершил шестнадцать убийств: почти все убитые были полицейскими, пытавшимися задержать бандитов. Правда, это не мешало многим австралийцам считать Неда героем и борцом против колониального режима, а не заурядным преступником. Во многом созданию романтического образа способствовали изящные манеры и привлекательная внешность грабителя. Десятилетиями в Австралии не прекращались споры, считать ли его жестоким преступником или борцом с британскими колониальными властями.

## Смерть
Повешен 11 ноября 1880 года в Мельбурне как бандит и опасный бунтовщик, несмотря на то, что суду была подана петиция против казни Келли, подписанная более чем 32 000 австралийцев. Келли был похоронен в общей могиле на тюремном кладбище. В 2011 году его останки удалось идентифицировать благодаря ДНК-тесту с женщиной по имени Ли Оливер, которая была его внучатой племянницей по материнской линии. Его потомки потребовали от властей вернуть им останки Келли, что и было сделано. 20 января 2013 года все скелетные останки Келли, которые удалось разыскать, были захоронены на Гретинском кладбище в Виктории рядом с безымянной могилой его матери. За два дня до этого в католической церкви Святого Патрика в Вангаратте прошла панихида.

## Фильмы о нём
- «Подлинная история банды Келли» (1906), реж. Чарльз Тейт. В роли Неда — Фрэнк Миллс
- «Нед Келли» (1970), реж. Тони Ричардсон. В роли Неда — Мик Джаггер
- «Банда Келли» (2003), реж. Грегор Джордан. В роли Неда — Хит Леджер
- «Подлинная история банды Келли» (2019), реж. Джастин Курзель. В роли Неда — Джордж Маккей

### Юмористические
- «Подлинная история Бенни Келли, сына Неда Келли»[4] — скетч из австралийского выпуска «Шоу Бенни Хилла» («Бенни Хилл вверх ногами», 1977)

## Упоминания в литературе
- «Шантарам» (Грегори Дэвид Робертс)
- «Истинная история шайки Келли» (Питер Кэри) — Букеровская премия за 2001 год